# St. Jakobus (Eboldshausen)

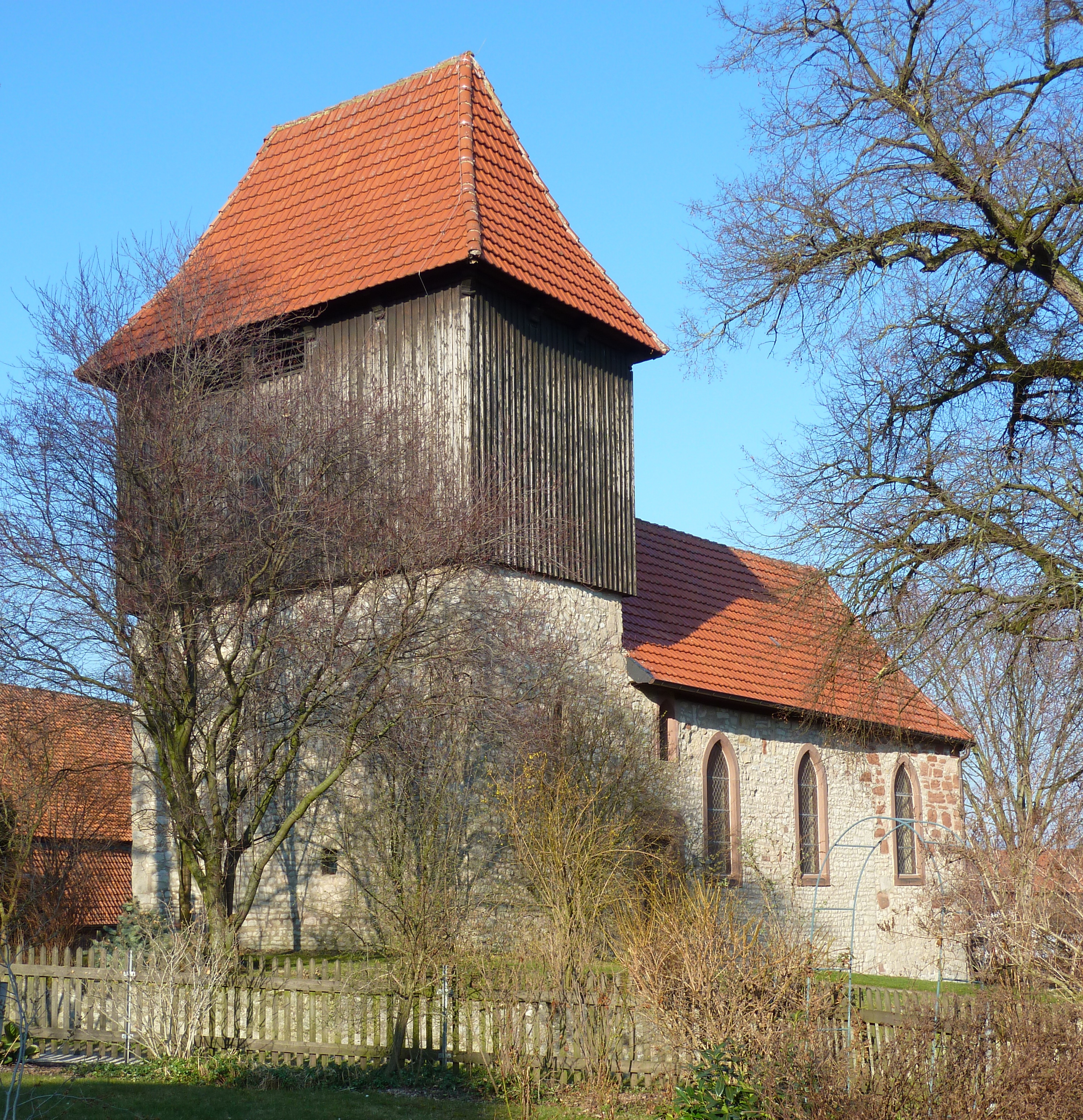
St.-Jakobi-Kirche

Die evangelische  St.-Jakobi-Kirche in Eboldshausen gehört zum Pfarramt Echte im Kirchenkreis Harzer Land.

## Bau und Ausstattung

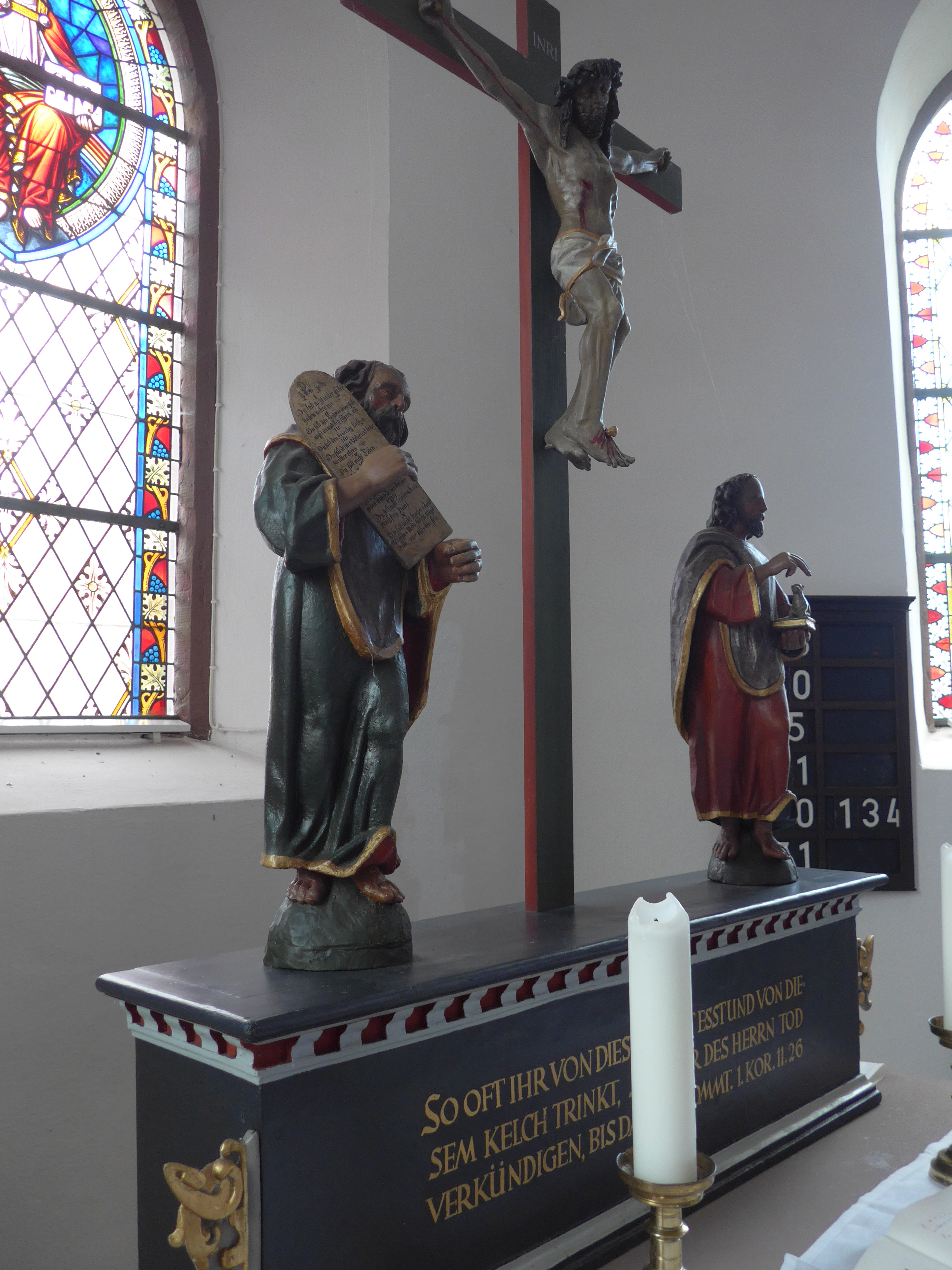
Altarfiguren vom ehemaligen Kanzelaltar, Heinrich Ruprecht, um 1650

Vor dem schlichten Saalbau aus Kalkbruchstein steht ein ebenso gemauerter, querrechteckiger Westturm, der im Mittelalter wohl als Wehrturm diente und aus dem 12. Jahrhundert stammen dürfte. Auf der Nordseite sind Spuren älterer Fenster erkennbar, die heutigen gehen auf einen barocken Umbau zurück und wurden bei einer Gotisierung im 19. Jahrhundert erneut umgeformt. Das verschalte Fachwerkobergeschoss des Turms bekam 1590 etwa seine heutige Form. 1848 (Datierung am Südportal) wurde der Innenraum umgestaltet. 
Bei einer Renovierung um 1896 entfernte man den Kanzelaltar des Einbecker Bildhauers Heinrich Ruprecht aus der Mitte des 17. Jahrhunderts, zu dessen Resten die Figuren Mose und Johannes der Täufer unter dem Kruzifix auf dem heutigen Altar sowie Jakobus der Ältere an der Nordwand gehören. Das Abendmahlbild aus diesem Ensemble wurde an das Städtische Museum Göttingen gegeben.
Hinter dem Prospekt von 1856 befindet sich ein 1982 aus verschiedenen älteren Teilen neu zusammengesetztes Orgelwerk. Zwei Glocken wurden 1927 und 1965 gegossen, die Glasfenster um den Altarraum entstanden im späten 19. Jahrhundert.